# Sexualité humaine
Pour les articles homonymes, voir sexualité (homonymie).
La sexualité humaine est selon l'OMS (2006) « un aspect central de l'être humain tout au long de la vie et comprend le sexe, les identités et les rôles socialement associés aux genres, l'orientation sexuelle, l'érotisme, le désir sexuel, le plaisir, l'intimité et l'amour, et la reproduction. La sexualité est vécue et exprimée sous forme de pensées, de fantasmes, de désirs, de croyances, d'attitudes, de valeurs, de comportements, de pratiques, de rôles et de relations. Si la sexualité peut inclure tous ces aspects, tous ne sont pas toujours exprimés ou expérimentés. La sexualité est influencée par l'interaction de facteurs biologiques (hormonaux notamment), psychologiques, sociaux, économiques, politiques, culturels, éthiques, juridiques, historiques, religieux et spirituels ».
La sexualité est aussi une « pratique sociale » engendrant des comportements sexuels dans lesquels s'inscrivent, pour un individu à l'échelle de la société, des normes sociales structurées autour de contraintes historiques ou religieuses, médicales ou légales. Les notions religieuses ou morales de perversions et la loi définissent les limites jugées acceptables des comportements relatifs à la promiscuité et à la sexualité (homosexualité, promiscuité sexuelle, fornication, sexe anal, sexe oral, adultère, harcèlement sexuel, abus sexuel sur mineur, viol, etc.) dans une société ou un groupe social donnés.
La sexualité humaine a un rôle important pour la santé, la qualité de vie, le bien-être général des individus et la pérennité de l'humanité. Elle intéresse donc de nombreux domaines scientifiques et sociaux, pour ses enjeux médicaux (santé, de santé publique et de prévention) ; mais aussi pour ses enjeux sociaux, philosophiques (plaisir) ou politiques (militantisme, législation). La sexologie est un champ de recherches comportementales, sociales, culturelles et civilisationnelles liées à la reproduction humaine et à la recherche du plaisir et de l'attachement entre adultes. Née de l'analyse physiologique et psychologique des troubles sexuels, elle est considérée comme la science des sexualités chez l'être humain, dans ses composantes médicales, anthropologiques et et sociologiques (y compris et surtout celles de la neurobiologie, de la psychiatrie et de la psychanalyse).

## Comportement sexuel

### Normes et diversité des comportements
Les comportements sexuels humains sont diversifiés. Ils sont en partie innés, et en partie acquis dans la société, la famille, via les médias (littérature, films, image), auprès des pairs, via l'éducation sexuelle (là où elle existe) et de plus en plus via les sites de rencontre et la pornographie en ligne (depuis l'explosion de l'Internet). Ces comportements varient selon les personnes et les cultures, mais aussi selon l'âge et le contexte de vie et ils sont parfois précocement problématiques voire à risques (pour soi ou autrui). 
Les comportements sexuels sont généralement activés par le désir sexuel (libido, pulsions sexuelles) et/ou amoureux ; ils visent parfois une satisfaction conjugale et/ou une « satisfaction sexuelle ». 
La sexualité humaine ne se limite pas au rapport sexuels ; elle inclut des comportements solitaires, de couple ou de groupe, et pas nécessairement un coït vaginal ; l'épanouissement sexuel peut contribuer à l'estime de soi.
Les religions et les principes moraux qui résultent de l'éthique et de la philosophie, définissent souvent les normes de ces comportements (comme l'obligation d'une finalité de reproduction dans la doctrine catholique), suivant une structure que l'on peut étudier par une analyse historique [réf. nécessaire].

### Troubles du comportement sexuel
Les troubles du comportement incluent notamment le trouble du désir sexuel hypo-actif, la dysfonction érectile (souvent liée à l'anxiété de la performance), le vaginisme et l'anéjaculation.

## Développement sexuel

### Enfance prépubère
Avant la puberté, la sexualité de l'enfant est peu développée. Les comportements de type sexuel, comme la masturbation, sont extrêmement rares. La sexualité infantile décrite par la psychanalyse n'est pas liée à l'activité génitale et l'enfant ne peut pas avoir d'orgasmes. Sa sexualité consiste en une curiosité qui le pousse à explorer les zones du corps procurant du plaisir. Elle n'est pas liée à des conduites de recherche de partenaire sexuel mais reste auto-érotique. L'idée que les enfants auraient des désirs sexuels comparables à ceux de l'adulte mais réprimés par les normes sociales alimentent les théories pédophiles et ne reposent sur aucune évidence scientifique. Les études sur le sujet, bien qu'assez rares, indiquent que les enfants ont très peu de comportements sexuels, et qu'un comportement sexuel enfantin (masturbation, exhibition) peut traduire un problème d'abus sexuel ou de négligence (être témoin des relations sexuelles adultes).
La libération sexuelle de la fin des années 1960 a fait émerger un nouveau problème, celui de l'hypersexualisation de l'enfance. Les enfants prépubères sont exposés à des comportements sexuellement suggestifs, comme l'habillement, les danses, les paroles de chanson. Des images sexualisées de l'enfant sont véhiculées par les médias, la publicités et les réseaux sociaux, et des modèles pour les jeunes sont fortement sexualisés. Selon un rapport demandé par l'Association américaine de psychologie, l'hypersexualisation des filles entraîne des problèmes d'image corporelle, d'estime de soi, de dépression, d'anxiété, de banalisation de la violence sexuelle, de troubles du comportement tels que les troubles alimentaires, un tabagisme plus important et des comportements sexuels à risque plus fréquents.

### Puberté
La puberté est un processus physiologique qui s'étend sur plusieurs années. Le processus de la puberté est déclenché par des hormones qui influencent le développement et la maturation des organes sexuels et caractères sexuels secondaires. Les premiers désirs sexuels apparaissent ainsi que la capacité physiologique à éprouver des orgasmes. Cependant, avant d'entrer dans la sexualité génitale, les adolescents connaissent généralement d'abord des attachements sentimentaux et amoureux, sans rapports sexuels. Ainsi les jeunes adolescents ont un ou une petite amie qu'ils vont embrasser et tenir par la main. Les rapports sexuels génitaux sont très rares chez les jeunes adolescents et souvent associés à des problèmes psychologiques ou sociaux (violence familiale, dépression par exemple),.
Chez les adolescents âgés, la relation sexuelle menant au coït prend place généralement dans une relation amoureuse. L'âge du premier rapport sexuel varie selon les époques et les cultures. En Europe, depuis la révolution sexuelle de la fin des années 1960 associée à la découverte d'une contraception féminine pratique et efficace (la « pilule »), les relations sexuelles prémaritales sont considérées comme acceptables par des proportions de la population de plus en plus larges. L'âge des premières relations sexuelles se situe aux alentours de 17 ans pour une majorité de jeunes dans des pays occidentaux comme le Canada, avec de fortes variations individuelles.

### Jeunes adultes
La plupart des jeunes adultes ont des relations sexuelles qui ont débuté vers la fin de l'adolescence. Les relations sexuelles tendent à être moins fréquentes et les partenaires sexuels plus nombreux chez les adultes jeunes comparés aux adultes plus âgés. Les principaux problèmes relatifs à la sexualité dans cette tranche d'âge sont les problèmes d'infections transmises sexuellement (cf. section ci-après), les troubles menstruels chez les femmes, et les problèmes d'infertilité.

### Adulte et âge mur
La fréquence des activités sexuelles tend à diminuer avec l'âge, avec de nombreuses exceptions (des personnes déclarent avoir des relations plus intéressantes et satisfaisantes à l'âge mûr que dans leur jeunesse). La baisse de l'activité sexuelle avec l'âge peut avoir divers explications : hypertension, maladie chronique, troubles liés à la ménopause ou à l'andropause, abus de nourriture, alcool, tabac l'hypertension, problèmes mentaux comme le stress ou la dépression. La diminution de la fréquence des rapports sexuels peut aussi s'expliquer par la monotonie de la relation conjugale, l'absence de partenaire, la peur ou encore les changements d'apparence physique qui désavantagent les deux sexes, souvent plus mal vécue chez la femme.
Avec le vieillissement général de la population, la sexualité au 3e et 4e âge prend de l'importance : ainsi, selon la Charte européenne des droits et des responsabilités des personnes âgées nécessitant des soins et une assistance de longue durée (2010), les personnes âgées ont notamment droit au respect et à la protection de leur bien-être sexuel. Bien que longtemps niée, et encore souvent taboue, dans les années 2010-2020, cette sexualité semble progressivement mieux accepté par les professionnels des Ehpad. Une enquête récente montre en France une « forte prévalence des manifestations de la sexualité des résidents et la mise en place de certaines actions pour les accompagner », mais aussi un manque de formation qui limite les initiatives de prévention et d'éducation, alors que depuis les années 1990, les institution, familles et soignants se montrent plus ouverts sur le sujet. Elle est cependant source de « tensions éthiques » dans les Ehpad et en institutions, notamment quand il s'agit de la sexualité de personnes physiquement et/ou mentalement handicapées, victimes de maladies neurodégénératives ou de patients traités pour des cancers reste cependant mal prise en compte, voire brimée ou interdite, (notamment quand le cancer touche des organes génitaux ou le sein,.

## Désir sexuel et libido
Le désir sexuel, théorisé par Freud sous le nom de libido, désigne les aspects psychologique associés à la pulsion et à l'instinct sexuel, influencés par divers facteurs sociopsychologiques et hormonaux.

## Orientation sexuelle

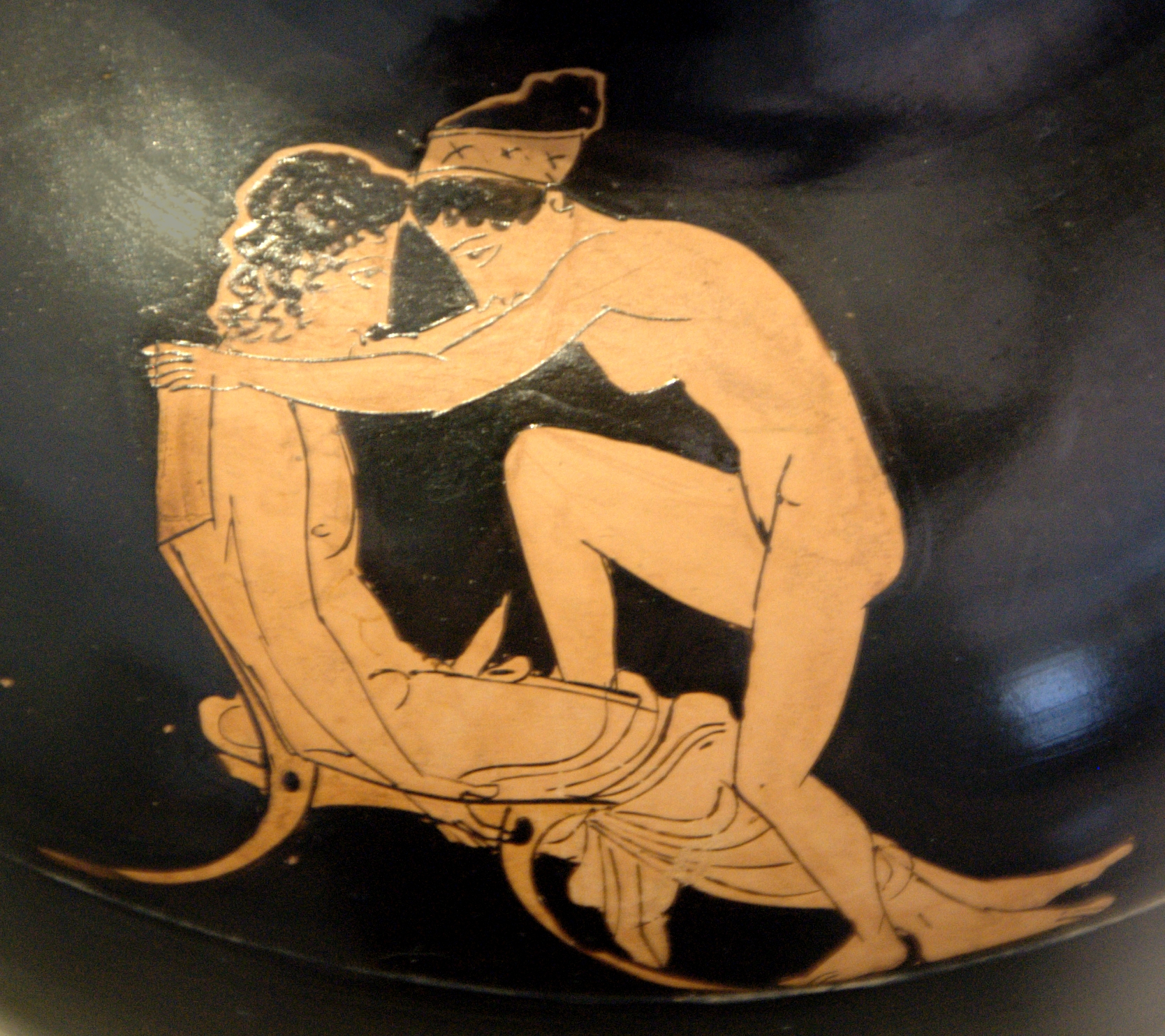
Hétérosexualité : Scène érotique entre un jeune homme et une hétaïre. Détail d'une œnochoé attique à figures rouges, v. 430 av. J.-C. Provenance : Locri (Italie).

### Perceptions sociales
L'orientation sexuelle décrit une attirance sexuelle « dominante », principalement en fonction du sexe des partenaires. L'hétérosexualité, c'est-à-dire l'attirance sexuelle pour le sexe opposé était, jusque vers le milieu du XXe siècle, la seule orientation admise comme étant « normale », les autres étant qualifiées de « maladie » ou de « perversion ». Depuis la fin des années 1960, l'homosexualité (attirance pour le même sexe) et la bisexualité (préférence non exclusive pour le même sexe ou l'autre sexe) sont de plus en plus largement acceptés dans la population générale où l'hétérosexualité domine, mais les lois et les normes sociales entourant l'orientation sexuelle varient selon les pays.
Les autres attirances sexuelles, également généralement persistantes le long de la vie d'une personne, et qui sont le plus souvent jugées comme sortant des normes acceptés sont généralement classées dans les paraphilies (voir OMS). Ces « perversions » sont jugées déviantes ou non, selon le lieu et l'époque : en fonction des législations, leur mise en application peut être considérée comme délictueuse ou criminelle.

### Homosexualité et bisexualité
Au sein de la science des sexualités, les études statistiques utilisent diverses catégories allant de l'attirance exclusive pour l'autre sexe (« hétérosexualité ») à une attirance exclusive pour le même sexe (« homosexualité »), en passant par une attirance, éventuellement préférentielle pour le même ou l'autre sexe (« bisexualité ») ; dans cette acception qui n'inclut pas la notion de pratiques (« franchir le pas ») ou de fréquence (« il y a combien de temps »), environ 10 % de la population peut être considérée comme bisexuelle avec une légère supériorité des femmes, qui s'explique notamment par une réticence d'aveu chez les hommes.
Il est à noter que les populations homo/bisexuelles ont statistiquement — en moyenne — des profils sociaux différents de la population générale hétérosexuelle (études plus longues, présence au sein de grandes villes…), ce qui est une conséquence plus qu'une cause : ces différences s'expliquent surtout par des conditions de vie moins difficiles et une meilleure tolérance des minorités sexuelles dans certains environnements sociaux, tels que les grands centres urbains.

## Genre et identité
Si la différence anatomique des sexes est biologique, celle du genre peut s'affirmer comme « sociale »», au sens anglo-saxon du mot gender lié aux mouvement LGBT, à la révolution sexuelle et à la contre-culture. Les définitions homme/femme sont alors affaire de revendications. L'appartenance à un genre ne détermine aucunement les comportements ou l'orientation sexuels.
Le genre décrit le sentiment qu'a un individu d'avoir une identité sociale « féminine », « masculine » ou autre, indépendamment de son sexe. Dérivant des gender studies, le « genre », parfois appelé « sexe social », est une identité construite par un individu dans son environnement, que l'on peut considérer non pas comme des données « naturelles » (organe sexuel), mais comme le résultat de mécanismes extrêmement forts de construction et de reproduction sociale, se reliant aux rôles attribués aux personnes selon leur sexe, c'est-à-dire la « masculinité » ou la « féminité ».

## Maladies sexuelles transmissibles

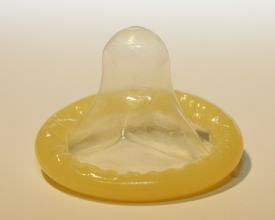
Préservatif masculin enroulé.

La sexualité et en particulier les pratiques sexuelles à risques peuvent causer nombre de maladies transmissibles via des rapports sexuels (MST). Des méthodes de protection permettent de diminuer les risques (préservatifs masculins ou féminins). Ces méthodes sont associées aux méthodes de contraception. Le planning familial désigne ainsi les moyens permettant aux familles de contrôler les naissances[évasif].

## Religions

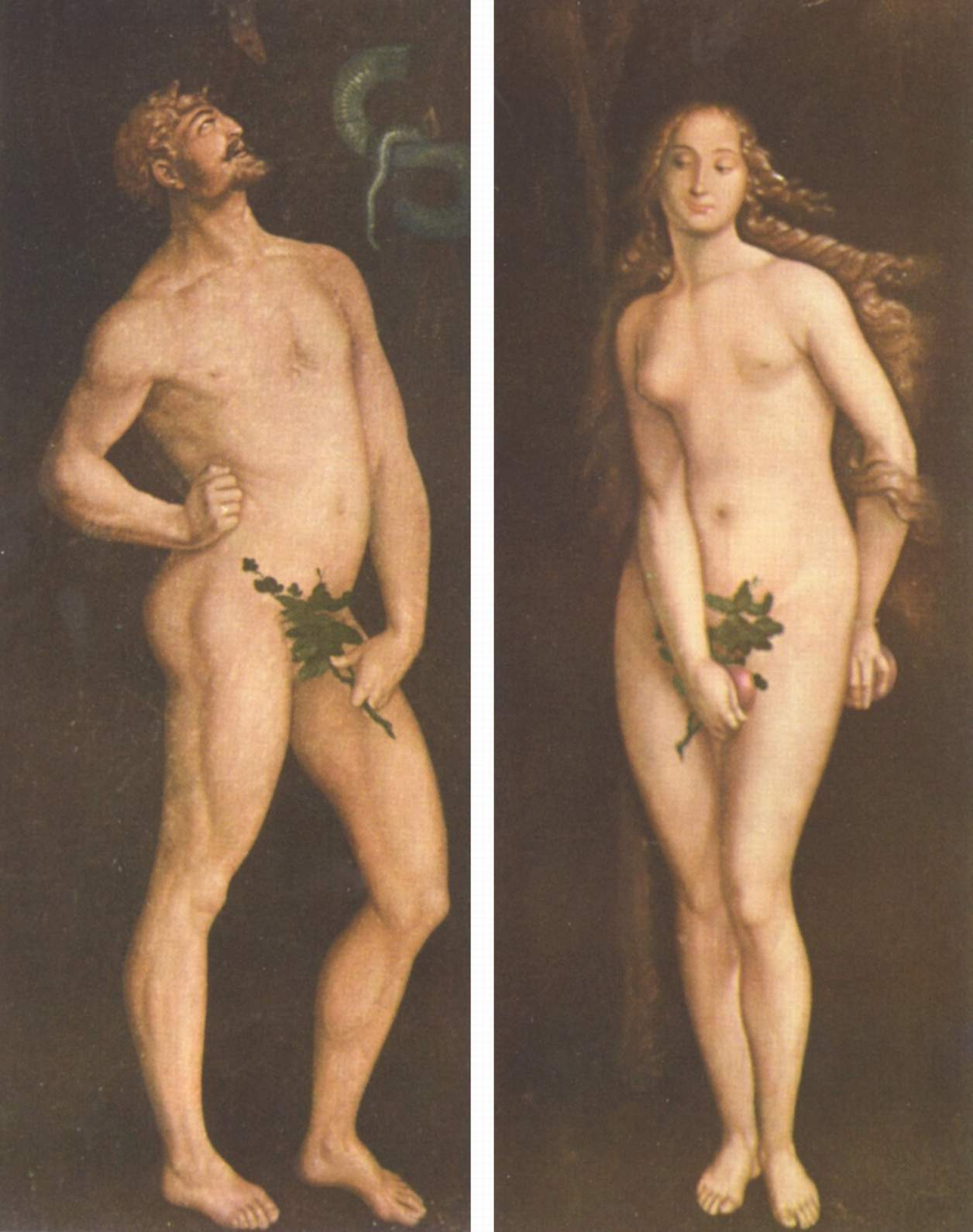
Adam et Ève nus dans le jardin d'Éden. La représentation du nu et de la sexualité humaine sous l'influence du christianisme : le « cache-sexe ».
Peinture Renaissance de Hans Baldung.

Le comportement sexuel, comme les autres activités sociales, est régi par des règles ou des coutumes qui varient en fonction de la culture locale (voir Moralité et Norme). Historiquement, les sociétés occidentales et des religions judéo-chrétiennes ont la plupart du temps regardé le sexe comme approprié uniquement lors d'une relation maritale et à des fins reproductives. L'idée selon laquelle les actes sexuels seraient dévalués lorsqu'ils sont réalisés en dehors d'une relation amoureuse à long terme et monogame est aujourd'hui encore largement répandue, bien que contredite par les données statistiques (cf. supra). Cependant, l'activité sexuelle en dehors du mariage et le sexe dit « occasionnel » sont devenus de plus en plus admis et courants dans la société, surtout au moment de la révolution sexuelle.
La religion et l'origine géographique exercent toujours une influence notable sur les comportements : les chrétiens ou les musulmans pratiquants déclarent ainsi moins de partenaires sexuels dans leur vie et ont une entrée dans la sexualité sensiblement retardée, à l'inverse des personnes se déclarant sans aucune croyance. Enfin, les religions jouent un rôle majeur dans la réalisation des normes comportementales sexuelles : Alain Corbin a ainsi mis en avant la structuration des comportements toujours considérés comme plus « acceptables » dans la société chrétienne (sexualité exclusivement limitée au coït hétérosexuel, position recommandée du missionnaire, interdit de la masturbation…), y compris dans les figurations pornographiques (tolérance de l'homosexualité féminine, refus de la sodomie…). D'autres religions, comme le tantrisme, semblent au contraire avoir poussé à leurs limites les expressions « libres » des comportements sexuels.

### Judaïsme
Dans le judaïsme, la sexualité dans le mariage suit les recommandations de la Torah en matière de pureté et d'impureté.

### Hindouisme

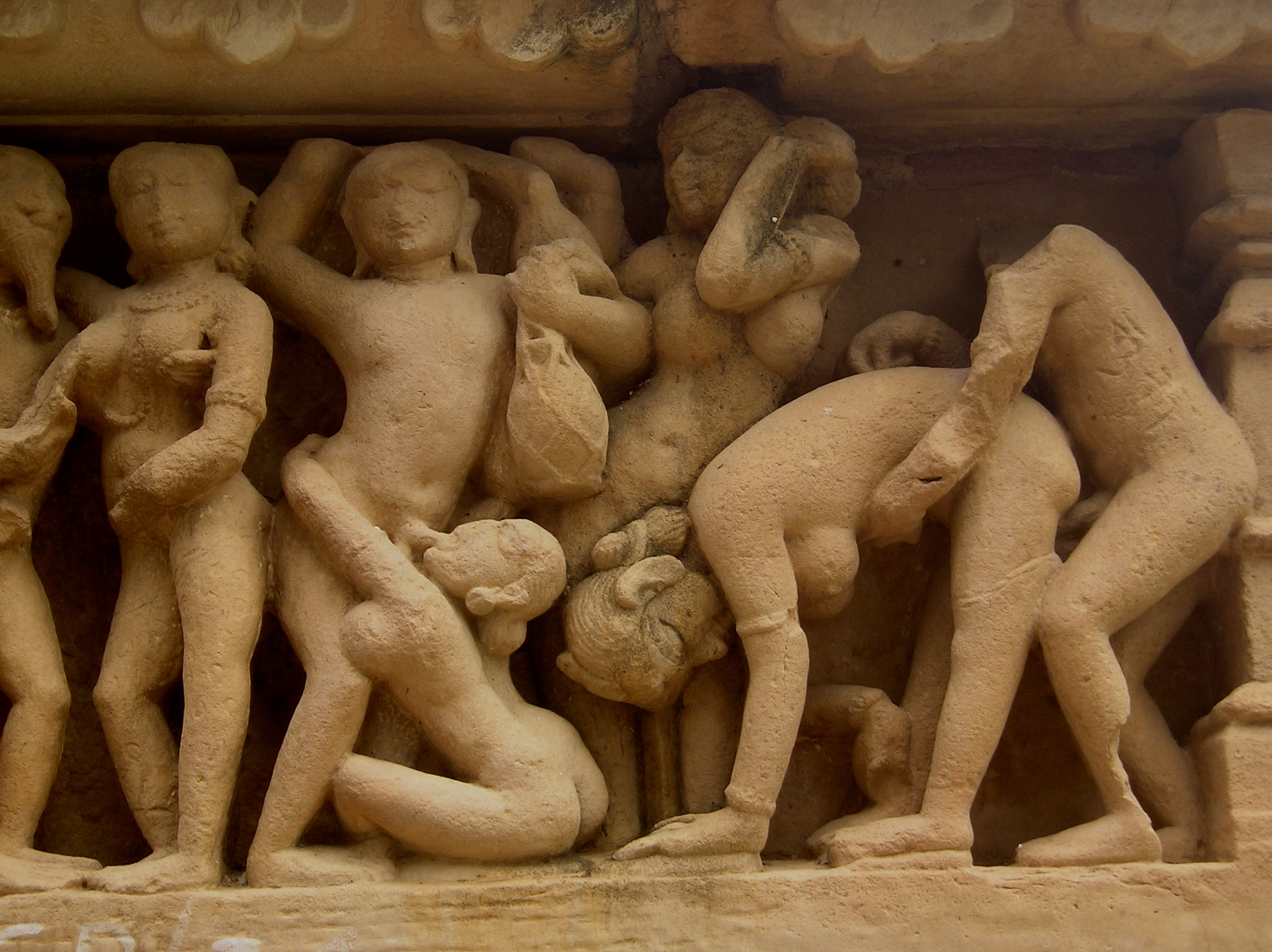
Détail d'une scène sur le temple de Lakshmana à Khajurâho (Inde) vers 950.

Dans l'hindouisme, la sexualité est l'objet du Kamasutra, un recueil spécialisé dans les arts amoureux et les pratiques sexuelles.

### Christianisme

#### Catholicisme
Dans le catholicisme, lors du concile Vatican II, la sexualité dans le mariage a été décrite comme une expression du don de soi à l'autre et un enrichissement mutuel.

#### Protestantisme
Dans le protestantisme, principalement dans le protestantisme libéral, au courant des XIXe et XXe siècles, la sexualité a été vue comme faisant partie du monde matériel et les doctrines sur le sujet ont ainsi été influencées par la science et la psychologie. L'homosexualité et le  mariage homosexuel ont été autorisés dans certaines confessions protestantes, dont l'Église unie du Christ, l'Église chrétienne des Disciples du Christ, l'Église épiscopalienne des États-Unis et l'Église presbytérienne (États-Unis).

#### Christianisme évangélique
Dans le christianisme évangélique, plusieurs églises évangéliques font la promotion du pacte de pureté auprès des jeunes chrétiens évangéliques, qui sont invités à s'engager durant une cérémonie en public à l'abstinence sexuelle jusqu'au mariage chrétien. Ce pacte est souvent symbolisé par une bague de pureté. Les jeunes adultes et les couples non-mariés sont encouragés à se marier tôt afin de vivre une sexualité selon la volonté de Dieu,.
Certaines églises évangéliques parlent de la sexualité chrétienne comme d'un don de Dieu et une composante d'un mariage chrétien épanoui, dans des messages lors de services ou de conférences,,,. De nombreux livres et sites web évangéliques sont spécialisés sur le sujet.
La masturbation est vue comme étant interdite par certains pasteurs évangéliques en raison des pensées sexuelles qui peuvent l'accompagner,. Toutefois, des pasteurs évangéliques ont souligné que la pratique avait été associée de façon erronée à Onan par des exégètes, qu'elle n'était pas un péché si elle n'était pas pratiquée avec des fantasmes ou de façon compulsive, et qu'elle était utile dans un couple marié, si son ou sa partenaire n'avait pas la même fréquence de besoins sexuels,.
Les perceptions de l'homosexualité dans les Églises évangéliques sont variées selon les courants,. La position conservatrice fondamentaliste est très hostile aux personnes homosexuelles et est impliquée dans des causes anti-gays et des déclarations homophobes. Certaines églises ont une position conservatrice modérée. Elles soutiennent uniquement une sexualité dans le mariage entre un homme et une femme, mais font preuve de sympathie et de respect envers les personnes homosexuelles. Certaines confessions évangéliques ont adopté des positions neutres, laissant le choix aux églises locales de décider pour le mariage homosexuel (congrégationalisme),. Il y a des confessions chrétiennes évangéliques internationales libérales qui permettent le mariage homosexuel, comme l'Association des Baptistes Accueillants et Affirmants et The Covenant Network (pentecôtiste) .
Le mariage chrétien est présenté par certaines églises comme une protection contre les inconduites sexuelles et une étape obligatoire pour obtenir un poste de responsabilité dans l'église. Ce concept a toutefois été remis en question par de nombreux scandales sexuels impliquant des dirigeants évangéliques mariés ,. Finalement, des théologiens évangéliques ont rappelé que le célibat devait être davantage valorisé dans l'Église d'aujourd'hui, puisque le don de célibat a été enseigné et vécu par Jésus-Christ et Paul de Tarse ,.

### Islam
Dans l'Islam, la satisfaction sexuelle dans le mariage est valorisée .

## Législation

### Classifications juridiques
Sujets à des variations suivant les pays, la nature et l'importance des religions, les États peuvent considérer des pratiques sexuelles comme condamnables par la loi :
- Le viol, défini comme une agression sexuelle impliquant n'importe quelle pénétration, quel que soit l'objet ou la partie du corps qui pénètre, est presque toujours sévèrement puni, y compris au sein d'un couple marié (viol conjugal).
- La sodomie, la fellation et/ou le cunnilingus sont des pratiques sexuelles parfois dénoncées comme des « pratiques déviantes » et réprimées pénalement.
- La fornication, rapport sexuel entre un homme et une femme non mariés peut être réprimée pénalement dans certains États.
- L'adultère, rapport sexuel entre une personne mariée et une autre personne qui n'est pas son époux, est un possible motif de divorce aux torts de celui qui le commet.

### Différences entre pays

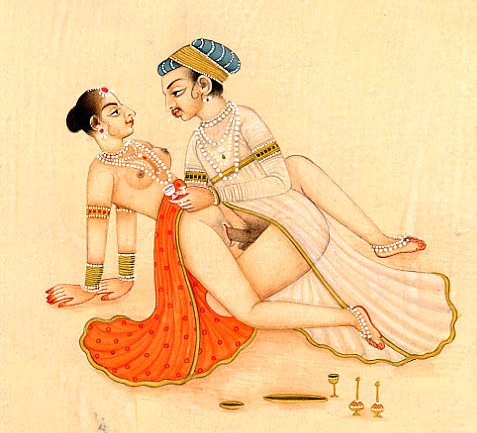
Une illustration du kama sutra.

La sodomie demeure illégale dans certains pays et états, même entre adultes consentants.
Le terme fornication désigne un rapport sexuel entre deux individus non mariés entre eux, pratique condamnée par certaines religions. La fornication est illégale dans des pays musulmans comme l'Arabie Saoudite, le Pakistan, Afghanistan,,, Iran, Koweït, Maldives, Maroc, Oman, Mauritanie, Émirats arabes unis,, Qatar, Soudan, Yémen.
La prostitution est une activité consistant à échanger des relations sexuelles contre une rémunération. Le statut légal de la prostitution varie selon les pays et peut également être classé de l'illégalité aux activités légales professionnelles.